# Lijst van personen uit Edinburgh
Deze chronologische lijst van personen uit Edinburgh betreft mensen die binding hebben (gehad) met deze Schotse plaats.

## Geboren in Edinburgh

### Voor 1800

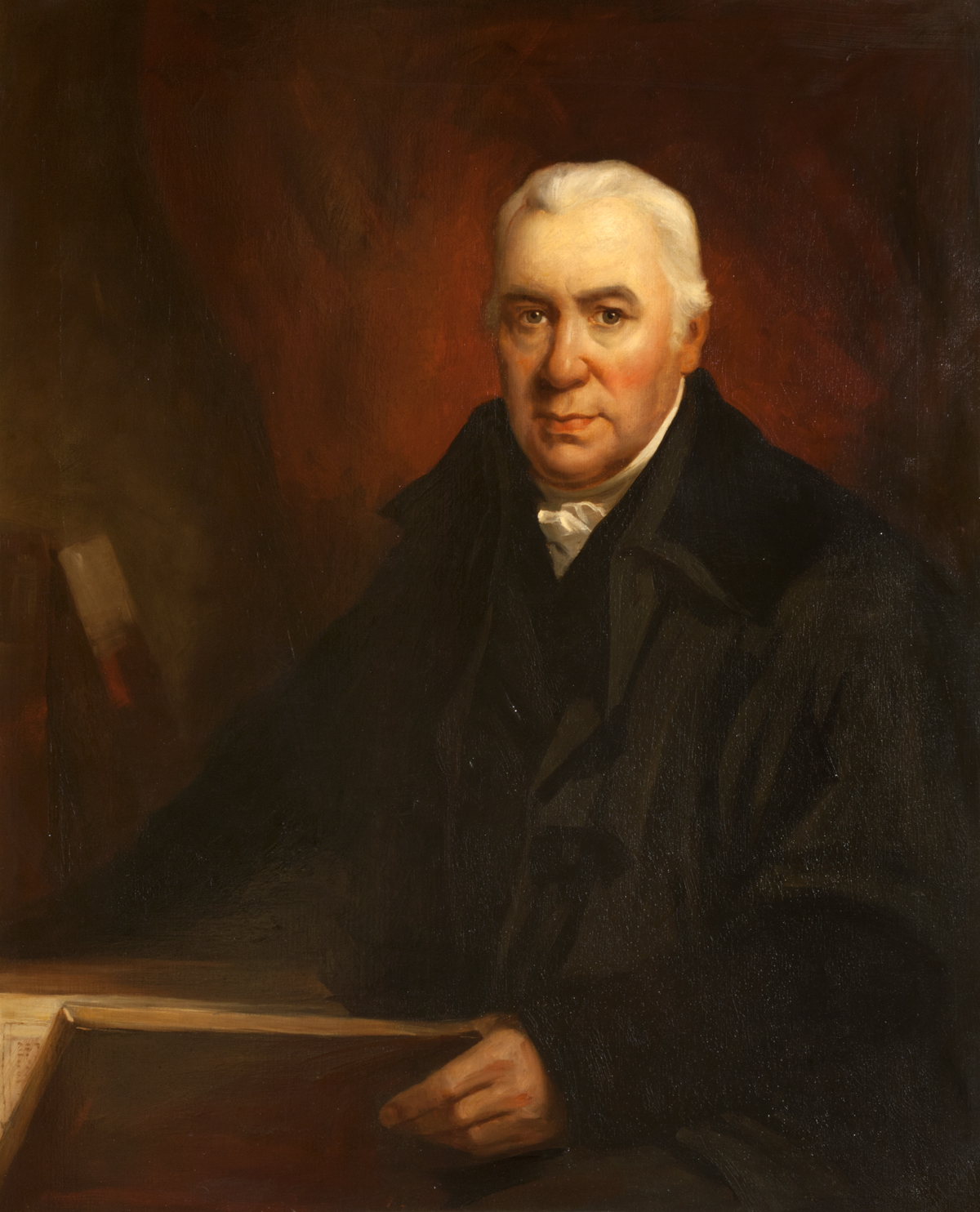
Wetenschapper Daniel Rutherford (1749-1819)

- Jacobus I van Engeland (1566-1625), koning van Schotland en Engeland
- David Hume (1711-1776), filosoof
- James Hutton (1726-1797), geoloog
- James Boswell (1740-1795), advocaat en schrijver
- Daniel Rutherford (1749-1819), natuurkundige, chemicus en botanicus
- Walter Scott (1771-1832), schrijver (Ivanhoe)
- Robert Grant (1793-1874), zoöloog en anatoom

### 1800–1899

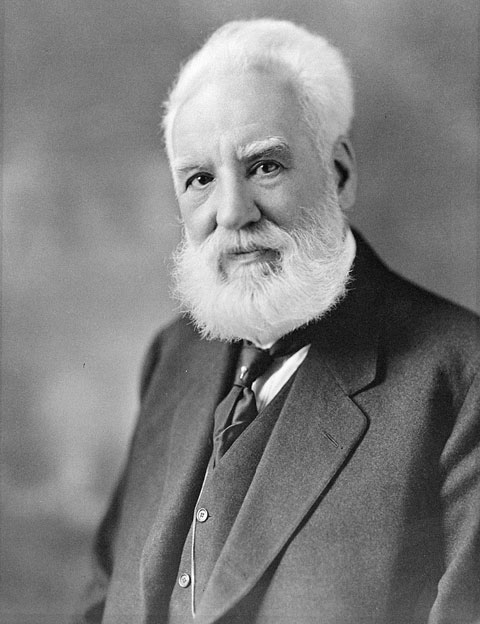
Uitvinder Alexander Graham Bell (1847-1922)

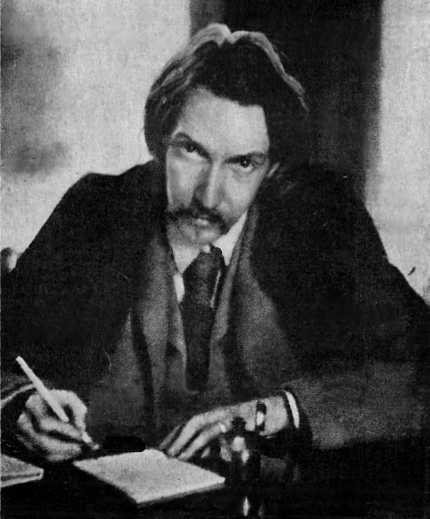
Schrijver Robert Louis Stevenson (1850-1894)

- Fanny Calderón de la Barca (1804-1882), schrijfster
- James Nasmyth (1808-1890), uitvinder stoomhamer
- Robert Murray M'Cheyne (1813-1843), predikant
- John Blackwood (1818–1879), uitgever
- James Clerk Maxwell (1831-1875), natuurkundige
- Alexander Graham Bell (1847-1922), telefoonpionier
- Robert Louis Stevenson (1850-1894), schrijver (Schateiland)
- Isaac Bayley Balfour (1853-1922), botanicus
- Arthur Conan Doyle (1859-1930), schrijver (Sherlock Holmes)
- Kenneth Grahame (1859-1932), schrijver (De wind in de wilgen)
- Douglas Haig (1861-1928), veldmaarschalk (Eerste Wereldoorlog)
- Katharine Stewart-Murray (1874-1960), politica
- Finlay Currie (1878-1968), acteur
- Philip Christison (1893-1993), generaal

### 1900–1939

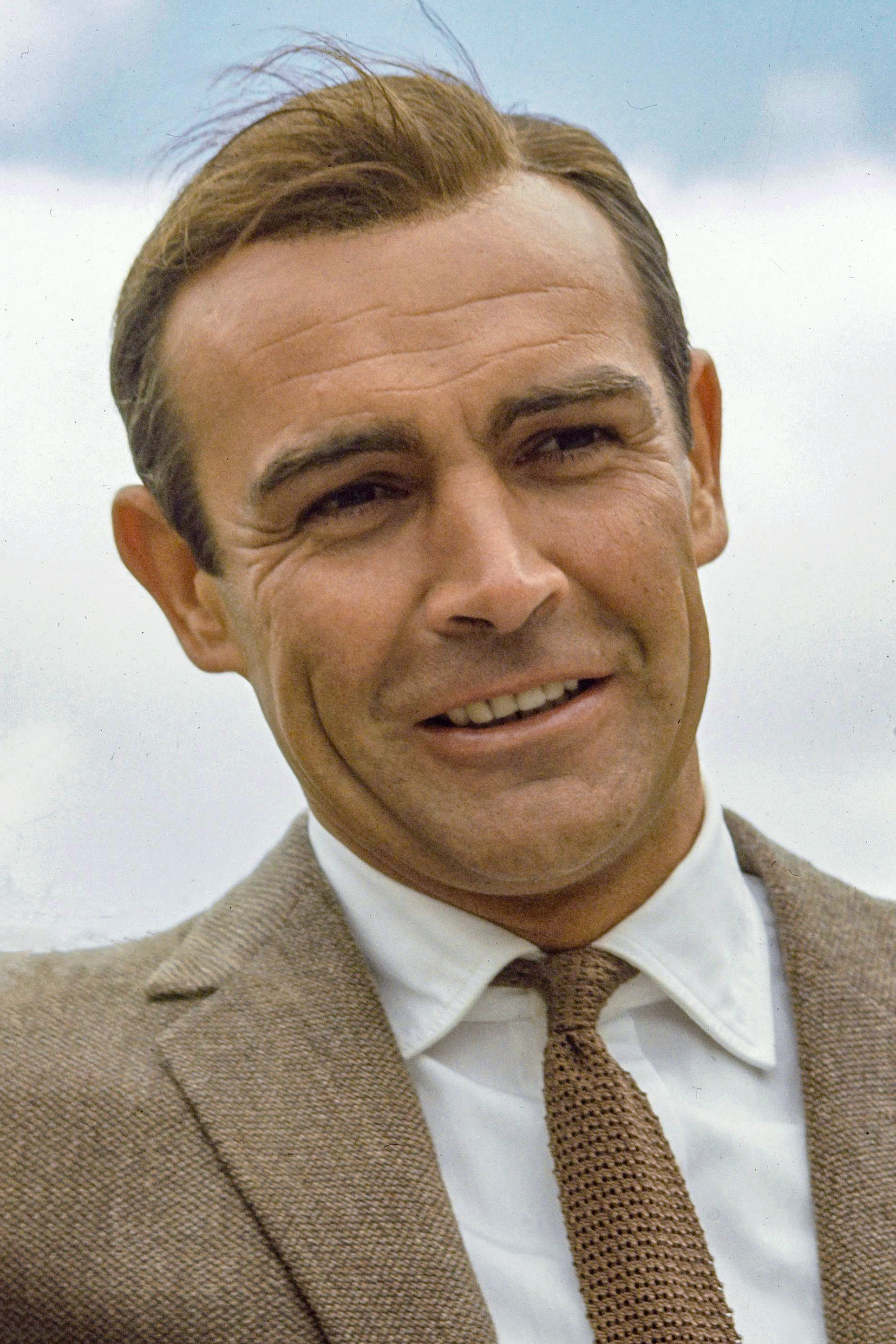
Acteur Sean Connery (1930-2020)

- George Taylor (1904-1993), botanicus
- Norman Richardson (1905-1974), componist en dirigent
- Moira Dunbar (1918-1999), Schots-Canadees glacioloog en Arctisch zee-ijsonderzoeker
- Ronald Speirs (1920-2007), Amerikaans militair en gevangenis gouverneur
- Peter Heatly (1924-2015), schoonspringer
- Sean Connery (1930-2020), acteur
- Alex Hay (1933–2011), golfprofessional en -referee
- John McNeill (1933), botanicus
- Ian Richardson (1934-2007), acteur
- Hugh William Mackay (1937-2013), politicus

### 1940–1949
- Charlie Aitken (1942-2023), voetballer
- Fraser Stoddart (1942-2024), scheikundige en Nobelprijswinnaar (2016)
- George Smith (1943), voetbalscheidsrechter
- Angus Deaton (1945), Brits-Amerikaans micro-econoom en Nobelprijswinnaar (2015)
- Richard Henderson (1945), bioloog, biofysicus en Nobelprijswinnaar (2017)
- Lesley Beake (1949), schrijfster van kinderboeken

### 1950–1959
- Lindsay Duncan (1950), actrice

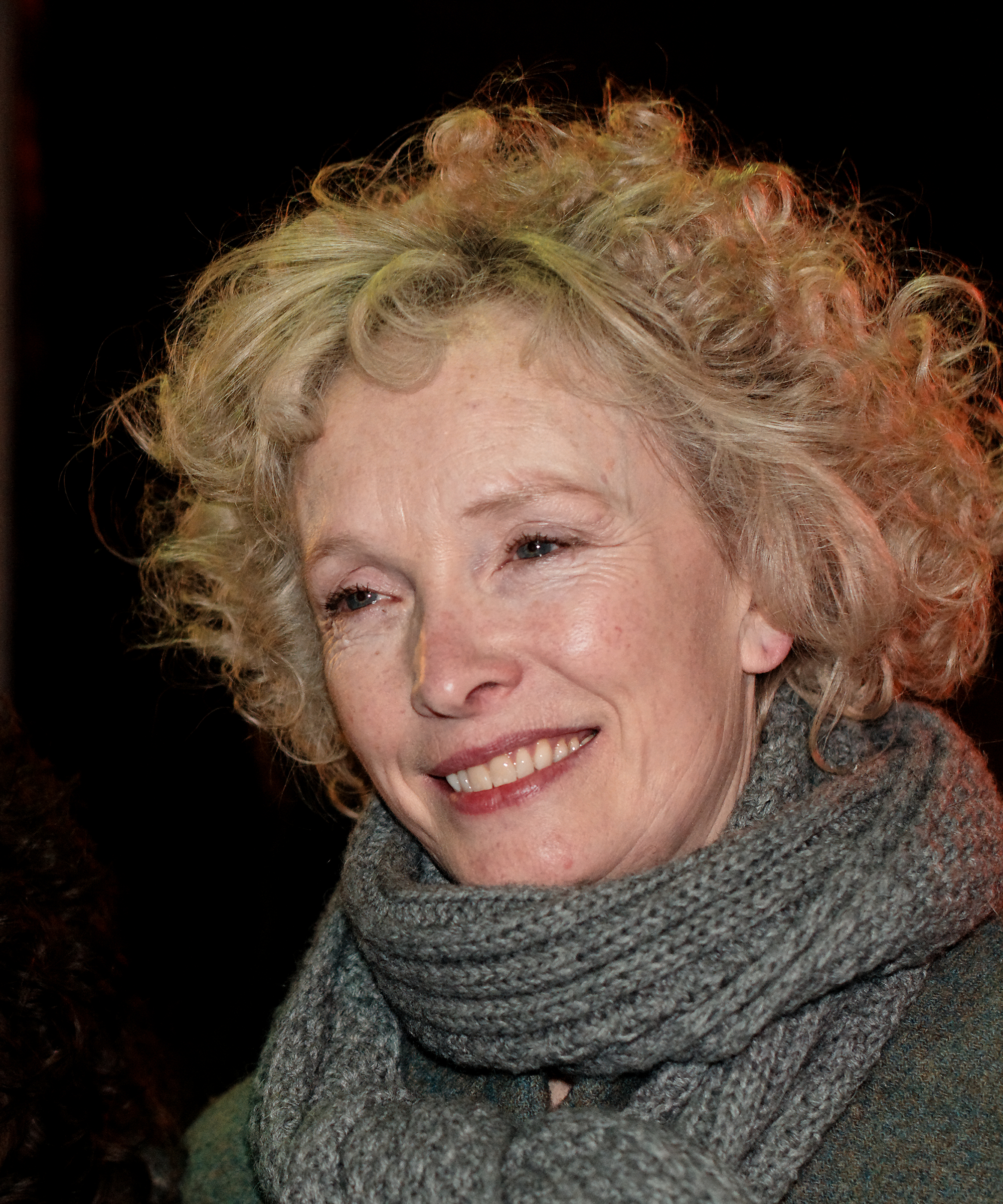
Actrice Lindsay Duncan (1950)

- Graham Hancock (1950), journalist en schrijver
- Tony Blair (1953), premier
- Billy Lyall (1953–1989), zanger en toetsenist
- Graeme Souness (1953), voetballer en voetbaltrainer
- Ken Stott (1955), acteur
- Philip Kerr (1956-2018), schrijver
- Edwyn Collins (1959), zanger

### 1960–1969

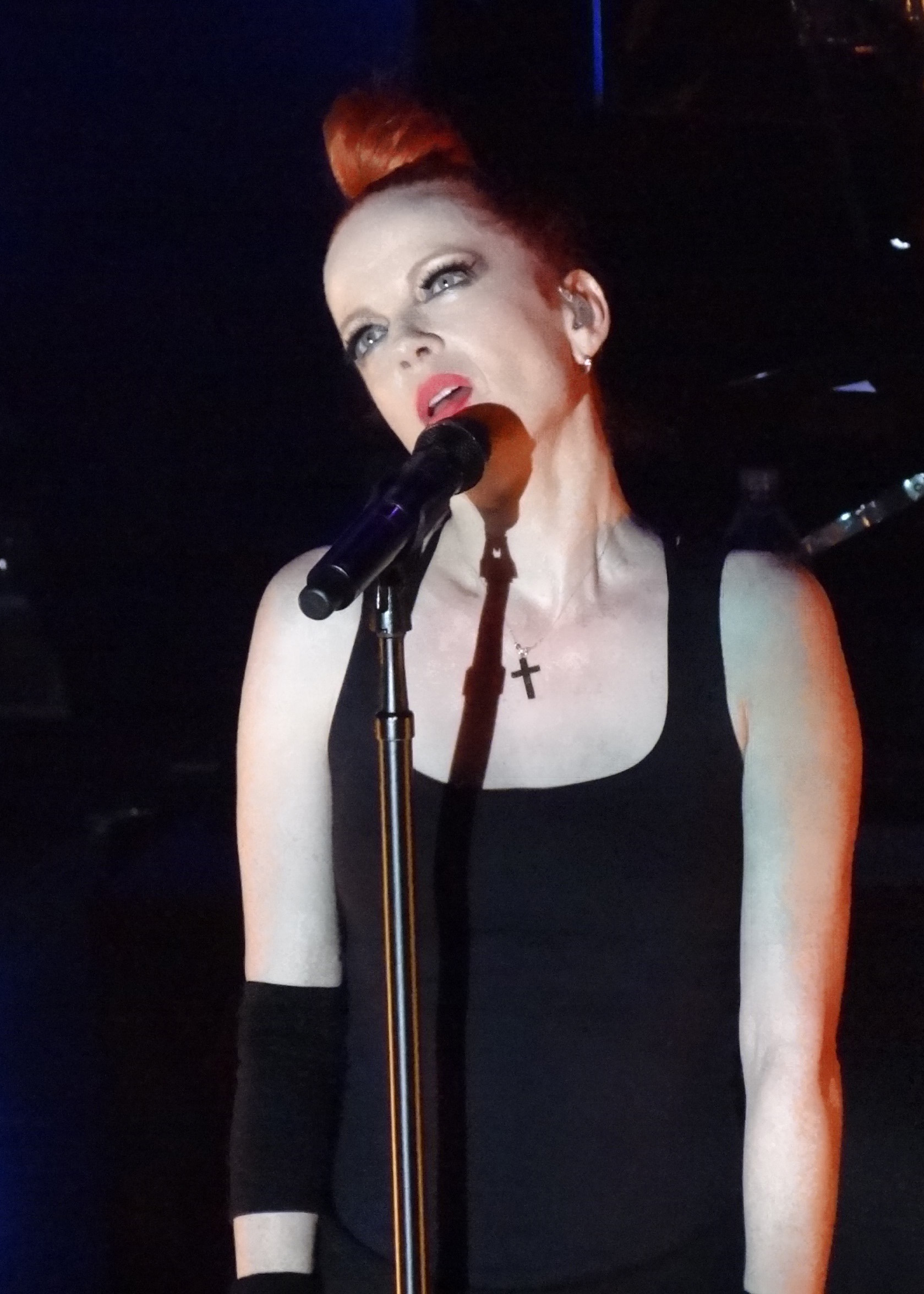
Zangeres Shirley Manson (1966)

- Iain Glen (1961), film- en televisieacteur
- Adrian Sprott (1962-2023), voetballer
- Shirley Manson (1966), zangeres van Garbage
- Mark Bonnar (1968), acteur
- Dot Allison (1969), zangeres

### 1970–1979
- Alan McLaren (1971), voetballer
- Ewen Bremner (1972), acteur
- Craig Thomson (1972), voetbalscheidsrechter
- KT Tunstall (1975), zangeres
- Chris Hoy (1976), wielrenner
- Ruth Davidson (1978), politica

### 1980–1989
- Laurence Docherty (1980), hockeyer
- Craig Gordon (1982), voetballer
- Allan McGregor (1982), voetballer
- Emun Elliott (1983), acteur
- Steven Whittaker (1984), voetballer
- Liam Craig (1987), voetballer
- Jon McLaughlin (1987), voetballer
- Ryan Murray (1987), darter
- Chloe Pirrie (1987), actrice
- Murray Davidson (1988), voetballer

### 1990–1999

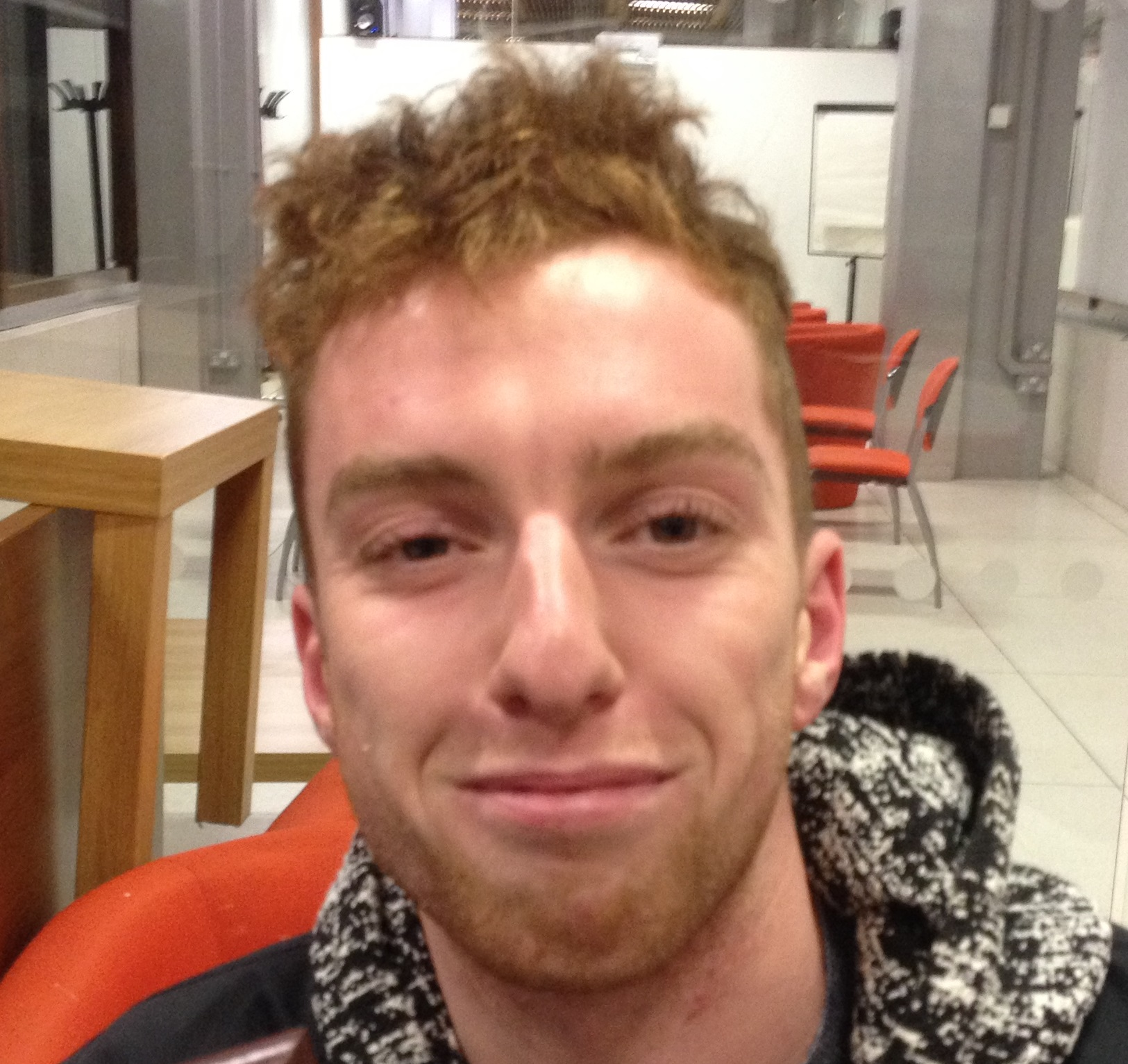
Zwemmer Daniel Wallace (1993)

- Scott Robinson (1992), voetballer
- Jason Holt (1993), voetballer
- Jamie Walker (1993), voetballer
- Daniel Wallace (1993), zwemmer
- Sam MacLeod (1994), autocoureur
- Jason Cummings (1995), voetballer
- Coll Donaldson (1995), voetballer
- Sam Nicholson (1995), voetballer
- Josh Kerr (1997), atleet

### Vanaf 2000
- Callum Thornley (2003), wielrenner

## Verbleven in Edinburgh
- Robert Burns (dichter) woonde een aantal jaren in Edinburgh
- Charles Darwin (bioloog), studeerde in 1825 in Edinburgh
- John Boyd Dunlop (uitvinder luchtband), studeerde in 1859 af in Edinburgh, en werkte ongeveer 10 jaar als dierenarts in de stad
- Wilfred Owen en Siegfried Sassoon, twee bekende dichters die beide gedichten schreven over de Eerste Wereldoorlog, ontmoetten elkaar in een Militair Hospitaal te Edinburgh, tijdens de Eerste Wereldoorlog. Deze ontmoeting betekende het begin van de carrière van Wilfred Owen.
- J.K. Rowling (schrijfster) schreef het eerste deel van de Harry Potter-reeks in Edinburghse cafés, o.a. Nicolson's Café en The Elephant House (21 George IV Bridge)